# Cabane de Boval
La cabane de Boval (romanche : , en allemand Boval-Hütte) se situe en Haute-Engadine, dans le canton des Grisons.
Elle est située à 2 494 m d'altitude. La cabane est équipée de matelas et de couvertures mais n'est pas chauffée. Pour s'y rendre, l'accès se fait depuis le parking du glacier Morteratsch. De la cabane on peut atteindre les sommets suivants :
- piz Bernina par le Biancograt ;
- piz Morteratsch ;
- piz Tschierva ;
- piz Boval.